# 파세오 델 프라도

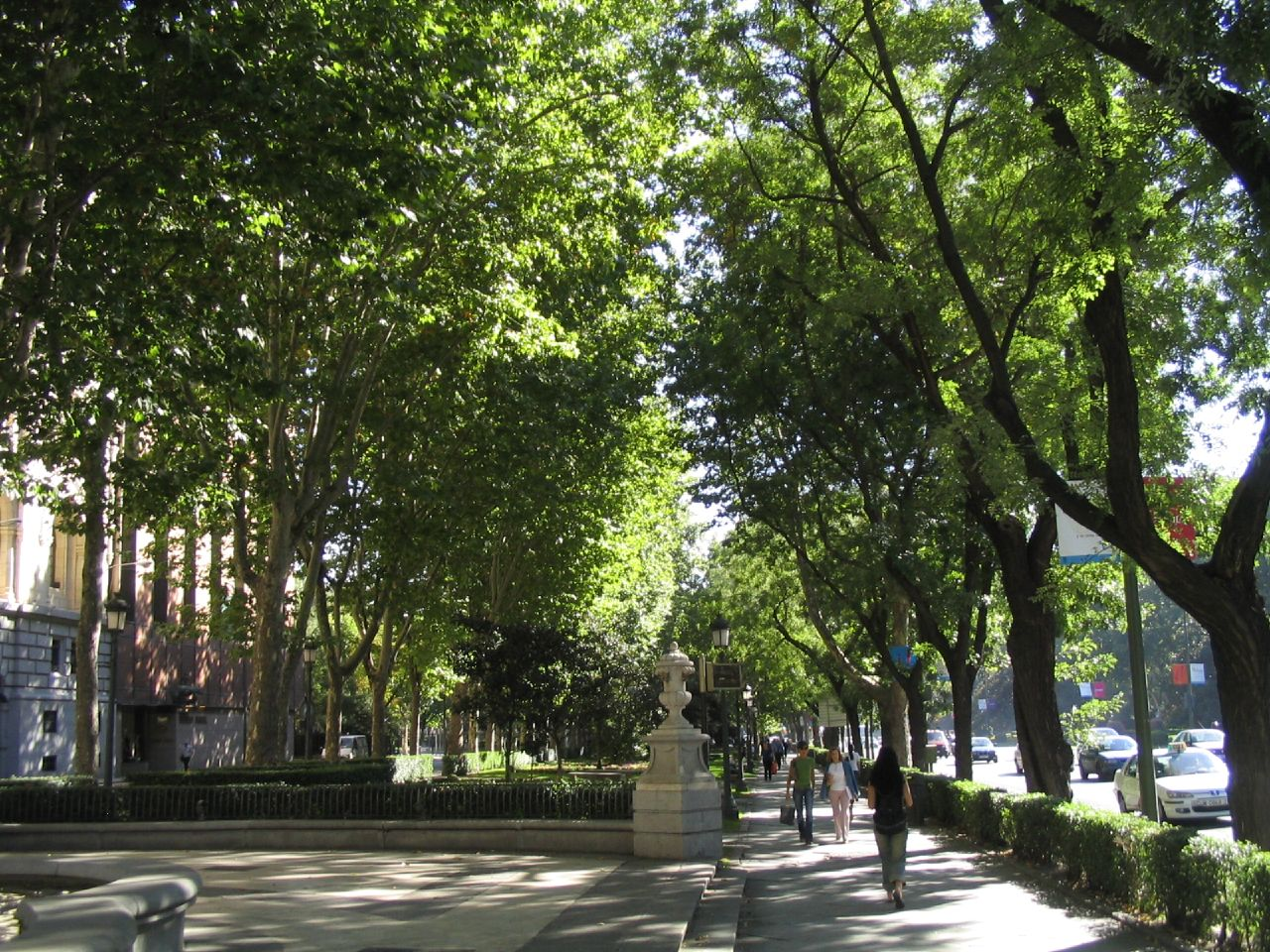
파세오 델 프라도

파세오 델 프라도(스페인어: Paseo del Prado)는 스페인 마드리드의 거리이다. 시벨레스 광장에서 남쪽으로 펼쳐져 있다.